# Livingston (Tennessee)
Livingston is een plaats (town) in de Amerikaanse staat Tennessee, en valt bestuurlijk gezien onder Overton County.

## Demografie
Bij de volkstelling in 2000 werd het aantal inwoners vastgesteld op 3498.
In 2006 is het aantal inwoners door het United States Census Bureau geschat op 3517, een stijging van 19 (0.5%).

## Geografie
Volgens het United States Census Bureau beslaat de plaats een oppervlakte van
13,4 km², waarvan 13,3 km² land en 0,1 km² water. Livingston ligt op ongeveer 332 m boven zeeniveau.

## Plaatsen in de nabije omgeving
De onderstaande figuur toont nabijgelegen plaatsen in een straal van 32 km rond Livingston.